# Сліппері-Рок (Пенсільванія)
Сліппері-Рок (англ. Slippery Rock) — місто (англ. borough) в США, в окрузі Батлер штату Пенсільванія. Населення — 3081 особа (2020).

## Географія
Сліппері-Рок розташоване за координатами 41°4′10″ пн. ш. 80°3′29″ зх. д. / 41.06944° пн. ш. 80.05806° зх. д. (41.069487, -80.057929). За даними Бюро перепису населення США в 2010 році місто мало площу 4,26 км², уся площа — суходіл.

## Демографія
Згідно з переписом 2010 року, у селищі мешкало 3625 осіб у 1241 домогосподарстві у складі 372 родин. Густота населення становила 851 особа/км². Було 1481 помешкання (348/км²).
Расовий склад населення:
| - 90,0 % — білих - 5,5 % — чорних або афроамериканців - 2,2 % — азіатів - 0,1 % — корінних американців |

До двох чи більше рас належало 1,9 %. Частка іспаномовних становила 1,1 % від усіх жителів.
За віковим діапазоном населення розподілялося таким чином: 7,9 % — особи молодші 18 років, 84,4 % — особи у віці 18—64 років, 7,7 % — особи у віці 65 років та старші. Медіана віку мешканця становила 21,7 року. На 100 осіб жіночої статі у селищі припадало 95,8 чоловіків; на 100 жінок у віці від 18 років та старших — 94,4 чоловіків також старших 18 років.
Середній дохід на одне домашнє господарство становив 55 172 долари США (медіана — 40 352), а середній дохід на одну сім'ю — 95 427 доларів (медіана — 79 940). Медіана доходів становила 45 263 долари для чоловіків та 35 833 долари для жінок. За межею бідності перебувало 34,0 % осіб, у тому числі 14,0 % дітей у віці до 18 років та 10,0 % осіб у віці 65 років та старших.
Цивільне працевлаштоване населення становило 1873 особи. Основні галузі зайнятості: освіта, охорона здоров'я та соціальна допомога — 30,9 %, мистецтво, розваги та відпочинок — 24,4 %, роздрібна торгівля — 15,0 %, будівництво — 6,6 %.